# Gare de Sidi Khaled
La gare de Sidi Khaled est une gare ferroviaire algérienne située sur le territoire de la commune de Sidi Khaled, dans la wilaya de Sidi Bel Abbès.

## Situation ferroviaire
Établie à une altitude de 500,080 m, la gare est située au point kilométrique (PK) 63,635 de la ligne de Oued Tlelat à Béchar, où elle est précédée de la gare de Sidi Lahcene et suivie de celle de Boukhanafis.
| \| Sidi Khaled Sidi Bel Abbès Boukhanafis Tabia Moulay Slissen Redjem Demouche \| Localisation de la gare de Sidi Khaled dans la wilaya de Sidi Bel Abbès. |
| Sidi Khaled Sidi Bel Abbès Boukhanafis Tabia Moulay Slissen Redjem Demouche                                                                                |

## Histoire
Lors de la colonisation, la gare portait le nom de gare de Palissy.
La gare est mise en service en 1883 lors de l'ouverture de la section de Sidi Bel Abbès à Tabia de la ligne de Sainte-Barbe-du-Tlélat à Oujda,.

## Service des voyageurs

### Dessertes
La gare de Sidi Khaled est desservie par les trains régionaux de la liaison Sidi Bel Abbès - Frenda.